# Moreira (Nelas)
Moreira ist ein Ort und eine ehemalige Gemeinde (Freguesia) im portugiesischen Kreis Nelas. Mit einer Fläche von 3,79 km² und 595 Einwohnern (Stand 30. Juni 2011) ergibt dies eine Bevölkerungsdichte von 157,4 Einwohnern je km². Der Ort besteht aus den Bereichen Moreira de Cima (Sitz), Moreira de Baixo und Pisão.
Am 29. September 2013 wurden die Gemeinden Moreira und Santar im Rahmen einer Reorganisation des portugiesischen Verwaltungsapparates zur neuen Gemeinde União das Freguesias de Santar e Moreira zusammengeschlossen.

## Geschichte
Aus dem Dokument “illa eclesiam de Moreira” von 1100 sowie einem weiteren Dokument von 1103 geht die erste Erwähnung Moreiras, als Ortschaft im Gebiet Zurara, in der Nähe von Santar, hervor. In weiteren Dokumenten aus dem Jahre 1258 wird der Ort als Moreira, Moraria sowie als Moreyra de Jusaa (heute: Moreira de Baixo) und Moreira de Sussa (heute: Moreira de Cima) erwähnt.
Zu dieser Zeit von 1258 gehörte Moreira zum Kreis Senhorim, wobei spätere Dokumente den Bereich Moreira de Baixo zum Kreis Aguieira zählen. Der Kreis findet im Jahre 1514 als „Vila Nova das Amoreiras“ Erwähnung.
Der Name Moreira war der Name der Maulbeerbäume (Morus) zu jener Zeit. Die Namenszusätze Jusaa und Susaa entstammen den Altportugiesischen Adjektiven „jusão“ und „susão“ (feminin: „jusã“ e „susã“), die auf die Lage hindeuten. Vergleichbar sind diese mit denen im Deutschen bekannten Namenszusätzen „Ober-“ und „Unter-“.
In der zweiten Hälfte des 18. Jahrhunderts wurden in Moreira (de Baixo) die beiden Brüder und späteren Bischöfe zu Beja Manuel Pires de Azevedo Loureiro und António Pires de Azevedo Loureiro geboren.
Im Jahre 1986 wurde Moreira zur eigenständigen Gemeinde (Freguesia).
Am 29. September 2013 trat die Zusammenlegung der beiden Nachbargemeinden Moreira und Santar in Kraft, durch die die Gemeinde „União de Freguesias de Santar e Moreira“ hervorging. Diese Zusammenlegung wurde im Rahmen der Reformen des portugiesischen Verwaltungsapparates vollzogen, welche eine unmittelbare Reaktion auf die Wirtschaftskrise des Landes darstellt.

## Lage
Moreira befindet sich in der Unterregion “Dão -Lafões” der Region “Centro” im Kreis Nelas, Distrikt Viseu. Geografisch liegt Moreira in der Hochebene „Beirão“. Südlich befinden sich die Gebirge Serra da Estrela, Serra Açor und Serra da Lousã, im Westen Serra do Buçaco und Serra do Caramulo.
Im Nordosten grenzt Moreira an Santar, im Südosten an Carvalhal Redondo sowie im Westen an den Fluss Dão. Die Ortschaft gehört zum Weinanbaugebiet Dão (auch Dão DOC), einem der ältesten in Portugal. Der Kreis Nelas, zu dem Moreira gehört, ist indes als das Herz des Dão („coração do Dão“)  bekannt.

## Bevölkerung
| Bevölkerungsentwicklung von Moreira | Bevölkerungsentwicklung von Moreira | Bevölkerungsentwicklung von Moreira | Bevölkerungsentwicklung von Moreira | Bevölkerungsentwicklung von Moreira | Bevölkerungsentwicklung von Moreira | Bevölkerungsentwicklung von Moreira | Bevölkerungsentwicklung von Moreira | Bevölkerungsentwicklung von Moreira | Bevölkerungsentwicklung von Moreira | Bevölkerungsentwicklung von Moreira | Bevölkerungsentwicklung von Moreira | Bevölkerungsentwicklung von Moreira | Bevölkerungsentwicklung von Moreira | Bevölkerungsentwicklung von Moreira |
| ----------------------------------- | ----------------------------------- | ----------------------------------- | ----------------------------------- | ----------------------------------- | ----------------------------------- | ----------------------------------- | ----------------------------------- | ----------------------------------- | ----------------------------------- | ----------------------------------- | ----------------------------------- | ----------------------------------- | ----------------------------------- | ----------------------------------- |
| 1864                                | 1878                                | 1890                                | 1900                                | 1911                                | 1920                                | 1930                                | 1940                                | 1950                                | 1960                                | 1970                                | 1981                                | 1991                                | 2001                                | 2011                                |
|                                     |                                     |                                     |                                     |                                     |                                     |                                     |                                     |                                     |                                     |                                     |                                     | 908                                 | 707                                 | 595                                 |

| Altersgruppen | Altersgruppen | Altersgruppen | Altersgruppen | Altersgruppen | Altersgruppen | Altersgruppen | Altersgruppen | Altersgruppen | Altersgruppen |
| ------------- | ------------- | ------------- | ------------- | ------------- | ------------- | ------------- | ------------- | ------------- | ------------- |
| Jahr          | 0–14 Jahre    | 15–24 Jahre   | 25–64 Jahre   | > 65 Jahre    |               | 0–14 Jahre    | 15–24 Jahre   | 25–64 Jahre   | > 65 Jahre    |
| 2001          | 71            | 105           | 343           | 188           |               | 10,0 %        | 14,9 %        | 48,5 %        | 26,6 %        |
| 2011          | 51            | 50            | 281           | 213           |               | 8,6 %         | 8,4 %         | 47,2 %        | 35,8 %        |

Altersdurchschnitt laut Zensus 2001: 0–14 Jahre 16,0 %; 15–24 Jahre 14,3 %; 25–64 Jahre 53,4 %; > 65 Jahre 16,4 %
Altersdurchschnitt laut Zensus 2011: 0–14 Jahre 14,9 %; 15–24 Jahre 10,9 %; 25–64 Jahre 55,2 %; > 65 Jahre 19,0 %

## Wirtschaft
- Landwirtschaft, u. a. Weinanbau
- Tourismus

## Volksfeste
- Divinas Cinco Chagas (7. Februar)
- St. Antonius (1. Juni)
- Festas Do Rio (Juni oder Juli)
- Nossa Senhora dos Remédios (letzter Sonntag im August)
- Nossa Senhora de Fátima (13. Oktober)
- St. Silvester (31. Dezember)

## Kultur
- Igreja Matriz
- Cruzeiro de Moreira de Cima
- ACRD de Moreira (Kultur- und Sportverein)